# Tomophyllum walleri
Tomophyllum walleri är en stensöteväxtart som först beskrevs av Joseph Maiden och Betche, och fick sitt nu gällande namn av Barbara S. Parris. Tomophyllum walleri ingår i släktet Tomophyllum och familjen Polypodiaceae. Inga underarter finns listade.